# Chindwin

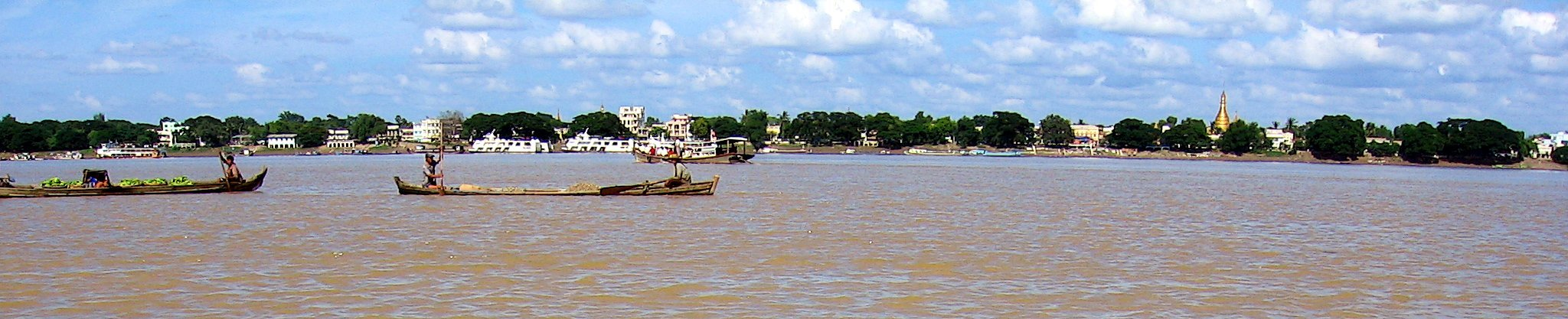
El Chindwin a Monywa.

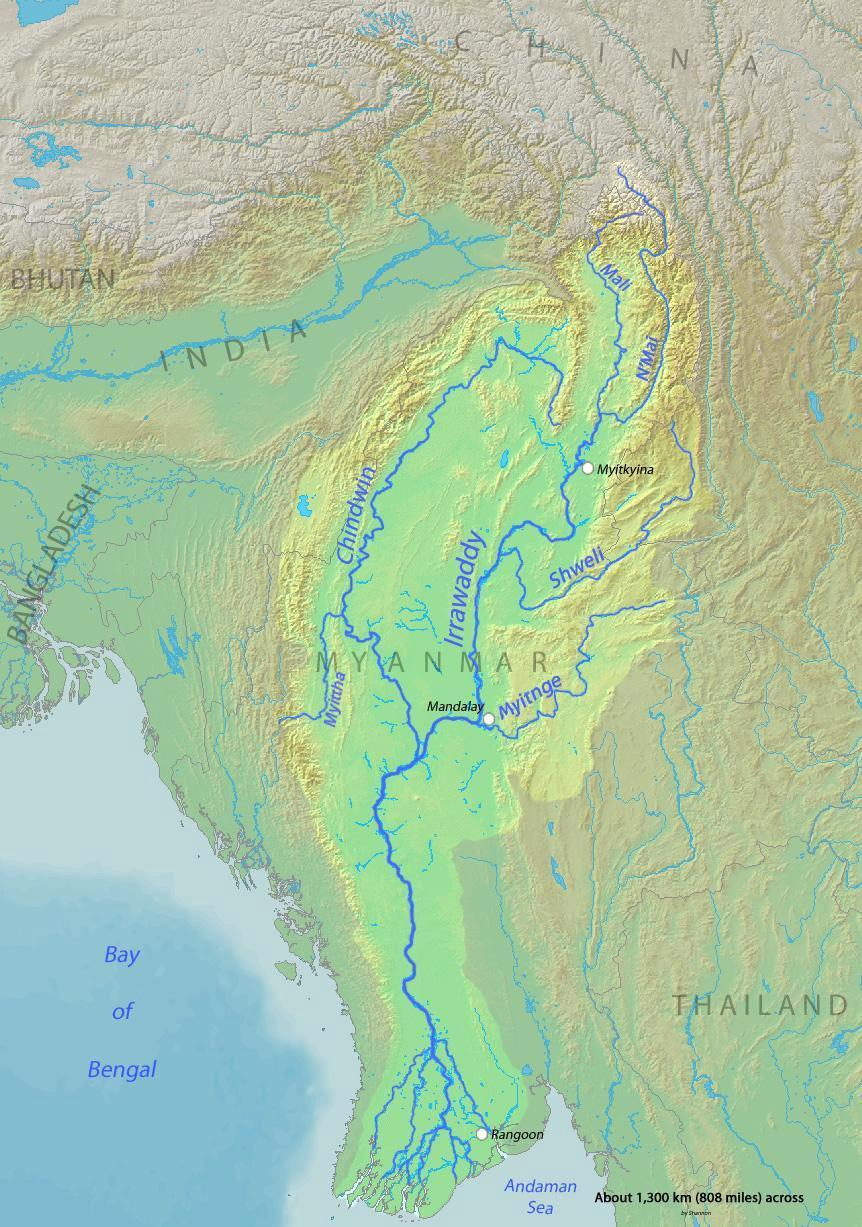
Conca de l'Irauadi.

El Chindwin (birmà Chindwin Myit) és un riu de Myanmar i el principal afluent de l'Irauadi. A Manipur és conegut com el Ning-thi. Neix a la vall d'Hukawng a l'estat Katxin a 26° 26′ 18″ N, 96° 33′ 32″ E / 26.43833°N,96.55889°E, de la unió del Tanai, Tabye, Tawan i Taron (o Turong o Towang).
El riu pròpiament s'inicia a 25° 30′ N, 97° 0′ E / 25.500°N,97.000°E a la serralada Kumon, prop del pic Shwedaunggyi a uns 20 km al nord de Mogaung. Amb el nom de Chindwin corre de nord a sud passant per Singaling Hkamti i Homalin. Arriba més tard a Mingin i segueix al sud cap a la plana central passant per Monywa. Desaigua al Ayeyarwady (Irrawaddy) a 
21° 30′ N, 95° 15′ E / 21.500°N,95.250°E.

## Afluents
- Uyu
- Yu
- Myittha